# Гонсалес, Диего Эрнан
Диего Эрнан Гонсалес (исп. Diego Hernán Gonzalez; родился 9 февраля 1988 года в Буэнос-Айресе) — аргентинский футболист, полузащитник клуба «Бока Хуниорс».

## Биография
Гонсалес — воспитанник клуба «Ланус». 12 августа 2007 года в матче против «Уракана» он дебютировал в аргентинской Примере. 2 марта 2008 года в поединке против «Олимпо» Диего сделал «дубль», забив свои первые голы за команду. В своём первом сезоне Гонсалес выиграл чемпионат. 11 марта 2009 года в матче против чилийского «Эвертона» он забил первый мяч в Кубке Либертадорес.
Летом 2010 года Диего на правах аренды перешёл в «Росарио Сентраль». 29 августа в матче против «Сан-Мартин Тукуман» он дебютировал в Примере B. 16 ноября в поединке против «Атлетико Тукуман» Гонсалес забил свой первый гол за «Сентраль». После возвращения в «Ланус» он помог клубу выиграть Южноамериканский кубок 2013.
В начале 2015 года Гонсалес перешёл в мексиканскую «Сантос Лагуна». Сумма трансфера составила 4 млн евро. 10 января в матче против «Веракрус» он дебютировал в мексиканской Примере. В этом же поединке Диего забил свой первый гол за новый клуб. Летом 2016 года Гонсалес вернулся на родину подписав контракт с «Расингом» из Авельянеду. Сумма трансфера составила 2,1 млн евро. 24 сентября в матче против «Велес Сарсфилд» он дебютировал за новую команду. 22 октября в поединке против «Арсенала» из Саранди Диего забил свой первый гол за «Расинг».
Летом 2018 года Гонсалес вернулся в Мексику, подписав контракт с «Тихуаной». 22 июля в матче против «Гвадалахары» он дебютировал за новую команду. 23 августа в поединке против своего бывшего клуба «Сантос Лагуна» Диего забил свой первый гол за «Тихуану».

## Достижения
- Чемпион Аргентины (1): Апертура 2007
- Обладатель Кубка Аргентины (1): 2019/20
- Обладатель Кубка Профессиональной лиги Аргентины (1): 2020
- Чемпион Мексики (1): Клаусура 2015
- Победитель трофея Чемпион чемпионов Мексики (1): 2015
- Обладатель Южноамериканского кубка (1): 2013